# Prudent Prudent-Dervillers
Onésime-Prudent Dervillers, dit Prudent-Dervillers, est un homme politique français né le 1er décembre 1849 à Beuvardes (Aisne) et décédé le 31 octobre 1896 à Paris.
Maitre tailleur, il est l'un des fondateurs du Parti ouvrier. Conseiller municipal de Paris en 1889 et député de la Seine de 1893 à 1896, élu sous l'étiquette du Parti ouvrier socialiste révolutionnaire.

## Sources
- « Prudent Prudent-Dervillers », dans le Dictionnaire des parlementaires français (1889-1940), sous la direction de Jean Jolly, PUF, 1960 [détail de l’édition]